# The Plateaux of Mirror
Ambient 2/The Plateaux of Mirror es un álbum publicado en 1980 por los músicos de ambient Harold Budd y Brian Eno. Esta es la segunda entrega de la serie Ambient de Eno, que comenzó en 1978 con Music for Airports. Guarda similitudes tanto en el estilo como en el artwork.

## Lista de canciones
1. "First Light"  – 6:59
2. "Steal Away"  – 1:29
3. "The Plateaux of Mirror"  – 4:10
4. "Above Chiangmai"  – 2:49
5. "An Arc of Doves"  – 6:22
6. "Not Yet Remembered"  – 3:50
7. "The Chill Air"  – 2:13
8. "Among Fields of Crystal"  – 3:24
9. "Wind in Lonely Fences"  – 3:57
10. "Failing Light"  – 4:17

## Créditos
- Piano y piano eléctrco: Harold Budd
- Otros instrumentos, tratamiento: Brian Eno
- Composiciones de Brian Eno y Harold Budd excepto "Steal Away" de Harold Budd y Eugene Bowen
- Producción y artwork: Brian Eno
- Localización de la grabación: Grant Avenue Studio, Old Rugged Cross, Hamilton, Ontario
- Agradecimientos: Bob y Danny Lanois de Grant Avenue Studio; Eugene Bowen de Old Rugged Cross; Roddy Hui

## Ediciones
| País/Región | Sello               | Cat. No.                 | Formato | Fecha lanzamiento |
| ----------- | ------------------- | ------------------------ | ------- | ----------------- |
| UK          | EG Records          | EGAMB 002,               | LP      | April 1980        |
| UK          | EG Records          | EGED 18                  | CD & LP | ?                 |
| Germany     | Polydor             | 2311 105                 | LP      | ?                 |
| France      | Polydor             | 2335 205                 | LP      | 1980              |
| US          | Editions EG         | EGS 202                  | LP      | April 1980        |
| US          | Caroline            | 1549-2                   | LP      | ?                 |
| US          | Caroline            | 1549                     | CD      | April 1992        |
| US          | Editions EG/Obscure | ?                        | LP      | January 1987      |
| US          | Editions EG         | EEGCD 18                 | CD      | April 1992        |
| Europe      | Virgin              | 8664982                  | CD      | December 2004     |
| UK          | Virgin              | ENOCD 7 7243 8 66497 2 0 | CD      | 2004              |